# بودلا (خسرو أباد)
بودلا (بالفارسية: بودلا) هي قرية تقع في إيران في قسم خسرو أباد الريفي. يقدر عدد سكانها بـ 101 نسمة بحسب إحصاء 2016.